# Jutta Hecker
Jutta Hecker (* 13. Oktober 1904 in Weimar; † 26. Juli 2002 ebenda) war eine deutsche Philologin und Schriftstellerin.

## Leben
Jutta Hecker war die Tochter des Goethe-Philologen Max Hecker (1870–1948) und dessen Ehefrau Lili geb. Kaiser. Sie studierte Germanistik und Anglistik an der Universität München und schloss dieses 1930 mit der Dissertation Das Symbol der Blauen Blume ab. Gleich im Anschluss wirkte sie in den Jahren 1930 bis 1935 am Goethe- und Schiller-Archiv in Weimar. In den Jahren 1935 bis 1937 studierte sie Pädagogik an der Universität Jena und bekam 1937 eine Anstellung für zwei Jahre als Studienassessorin in Hamburg. 1940 wechselte Hecker als Dozentin für Deutsch an ein Lehrerseminar nach Schneidemühl und später an eine Lehrerinnenbildungsanstalt nach Bad Honnef. Dort wurde sie in den letzten Jahren des Zweiten Weltkriegs zur Rektorin befördert. 

Nach Kriegsende ging sie wieder nach Weimar, wo sie ihren Unterhalt in einem Handwerksbetrieb verdiente. Ab 1954 arbeitete sie als freischaffende Schriftstellerin und Herausgeberin. Sie schrieb vor allem biografische Erzählungen und romanhafte Biografien über Dichter der klassischen deutschen Literaturperiode und Weimars, in denen sich exakte Detailkenntnisse mit einfühlsamer Erfindungsgabe mischen.

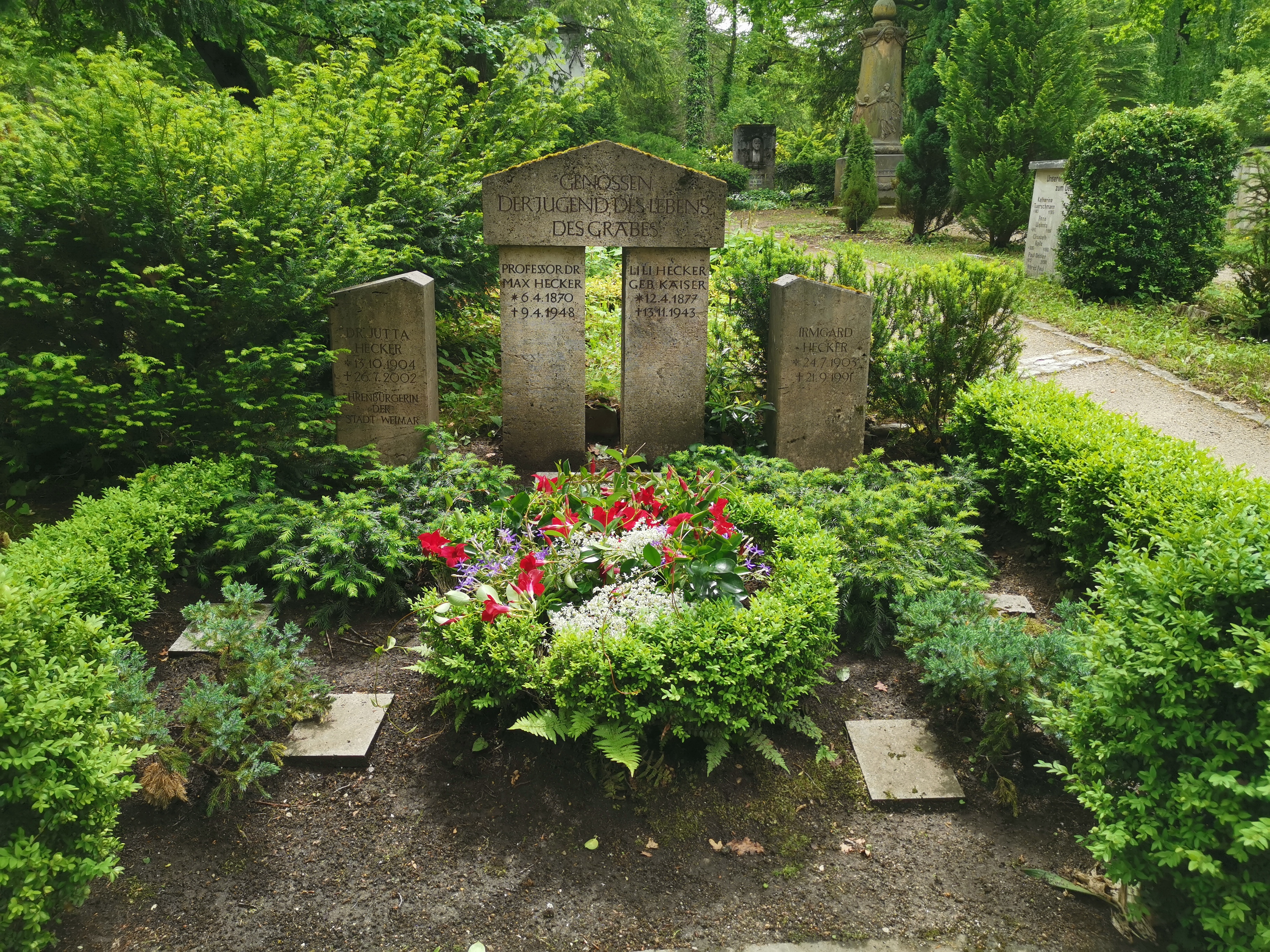
Grabstätte

Im Herbst 1989 veröffentlichte der Verlag der Nation Berlin, der seit 1965 die meisten von Heckers Werken verlegte, zum 85. Geburtstag der Schriftstellerin die Anthologie Wunder des Worts – Leben im Banne Goethes mit biographischen Texten zu Großherzogin Sophie, Bernhard Suphan, Rudolf Steiner und ihrem Vater Max Hecker. Die Auflage ihrer bei diesem Verlag veröffentlichten Bücher lag damals bei 400.000 Exemplaren; die Auflage aller Bücher, an denen sie bis dahin beteiligt war, bei rund 600.000 Exemplaren. Jutta Hecker verbrachte ihren Lebensabend im Marie-Seebach-Stift in der Tiefurter Allee in Weimar.
Sie ist auf dem Historischen Friedhof Weimar bestattet.
Hecker schenkte ihre Bibliothek mit rund 6000 Bänden 1994 der Stadt Weimar. Sie befindet sich heute im Stadtarchiv Weimar. Die Mehrzahl der Bände stammt von Heckers Vater Max Hecker.

## Auszeichnungen
1988 wurde ihr die Winckelmann-Medaille der Stadt Stendal überreicht. 1990 wurde Jutta Hecker der Weimar-Preis verliehen. Vier Jahre später erhielt sie für ihre Verdienste um die Stadt sowie für ihr Lebenswerk die Ehrenbürgerwürde der Stadt Weimar. Am 9. Juni 1995 wurde Jutta Hecker mit der höchsten Auszeichnung der Goethe-Gesellschaft Weimar geehrt, der Goldenen Goethe-Medaille.

## Werke
- Das Symbol der Blauen Blume im Zusammenhang mit der Blumensymbolik der Romantik (Dissertation). Frommann, Jena 1931.
- Novellen der Romantik. Verlag J. J. Weber, Leipzig, 1935 (Herausgeberin)
- Von der Klassik zum Realismus. Verlag J. J. Weber, Leipzig, 1936 (Auswahlband; Herausgeberin)
- Goethes letzte Lebenslese. 1949 (unveröffentlichte Briefe Goethes; Herausgeberin)
- Die Altenburg. Geschichte eines Hauses. Gustav Kiepenheuer Verlag, Weimar 1954.
- Die Maske. Volksverlag, Weimar 1957 (Goethe-Novellen)
- Ich erinnere mich. Gespräche um Eckermann. Gustav Kiepenheuer Verlag, Weimar 1961
- Corona. Das Leben der Schauspielerin Corona Schröter. Verlag der Nation, 1970; auch RhinoVerlag, Arnstadt 1996. ISBN 3-9803600-9-1
- Als ich zu Goethe kam. Drei Erzählungen. Verlag der Nation, Berlin 1974.
- Rudolf Steiner in Weimar. Verlag am Goetheanum, Dornach 1988. ISBN 3-7235-0457-4
- Traum der ewigen Schönheit. Der Lebensroman Johann Joachim Winckelmanns. Verlag der Nation, Berlin  1989, ISBN 3-373-00126-9.
- Wieland. Die Geschichte eines Menschen in der Zeit. Verlag der Nation, Berlin 1992. ISBN 3-373-00376-8
- Freude schöner Götterfunken. Ein Schiller-Roman. Salzer, Heilbronn 1998. ISBN 3-7936-0291-5
- Im Schatten Goethes. Eine Eckermann-Novelle. Weimardruck, Weimar 1999.